# 西浜村 (兵庫県)
西浜村（にしはまそん）は、兵庫県美方郡にあった村。現在の新温泉町の北西端にあたる。

## 地理
- 海洋：日本海
- 山岳：城山
- 河川：大栃川、二又川、結川

## 歴史
- 1889年（明治22年）4月1日 - 町村制の施行により、二方郡諸寄村・釜屋村・居組村の区域をもって発足。
- 1896年（明治29年）4月1日 - 所属郡が美方郡に変更。
- 1954年（昭和29年）10月1日 - 大庭村・浜坂町と合併し、改めて浜坂町が発足。同日西浜村廃止。

## 交通

### 鉄道路線
- 日本国有鉄道
  - 山陰本線
    - 諸寄駅 - 居組駅

### 道路
- 国道178号